# Microtus majori
Microtus majori és una espècie de mamífer rosegador de la família dels cricètids. Viu a Armènia, l'Azerbaidjan, Geòrgia, l'Iran, Rússia i Turquia. Els seus hàbitats naturals són els boscos mixtos, els matollars, les clarianes dels boscos i les pastures alpines. És una espècie en risc mínim, és a dir, no sembla que hi hagi cap amenaça significativa per a la seva supervivència.
L'espècie fou anomenada en honor del mastòleg i metge suís Charles Immanuel Forsyth Major.